# Longitude - Tidskrift från de sju haven
Longitude var en svensk tidskrift som kom ut årligen 1966 till 1999, författade (i huvudsak) och sammanställda av Jan-Erik Carlstedt. Totalt 35 nummer kom ut, i varierande format. De första numren i häftes-form och därefter antingen som inbundna eller som häfte i ett målat fodral. 
Tidskriften handlar om yrkessjöfart under 1800- och tidigt 1900-tal, delvis grundat på faktiska intervjuer och delvis på dagböcker allt efter att åren gick och förstahandsuppgifter blev svårare att få tag i. Innehållet är en blandning av berättelser, målningar, ritningar och statistik från den sista perioden som segelfartyg fortfarande var den vanligaste fartygstypen.
Longitude säljs ofta på antikvariat och är relativt populär på andrahandsmarknaden, främst hos samlare, akademiker och skutseglare. 